# كاكسينجو
كاكسينجو بلدية في ولاية بياوي في المنطقة الشمالية الشرقية من البرازيل.   